# Пентюро, Алексис
Алекси́с Пентюро́ (фр. Alexis Pinturault, род. 20 марта 1991, Мутье, Савойя) — французский горнолыжник, трёхкратный чемпион мира, трёхкратный призёр Олимпийских игр, обладатель Кубка мира 2020/21 в общем зачёте, двукратный чемпион мира среди юниоров в гигантском слаломе, многократный победитель этапов Кубка мира (рекордсмен по победам среди всех французских горнолыжников). Обладатель Кубка Европы 2010/11 в общем зачёте. Универсал, наиболее успешно выступает в гигантском слаломе и комбинации.

## Карьера
Алексис Пентюро родился 20 марта 1991 года в Мутье, но вырос в Анси. Поскольку его мать родом из Бергена, Пентюро часто бывал в Норвегии, недалеко от Гримстада. У него двойное гражданство.

### Юниорская
Кататься на лыжах стал с 2-летнего возраста. Первый юниорский чемпионат мира для Алексиса Пентюро, проходивший в швейцарской Кран-Монтане в 2009 году был успешным. На нём он выиграл «золото» в гигантском слаломе. Следующий чемпионат в 2011 году в Гармиш-Партенкирхене принёс ему ещё одну медаль высшего достоинства в том же гигантском слаломе.

### Взрослая

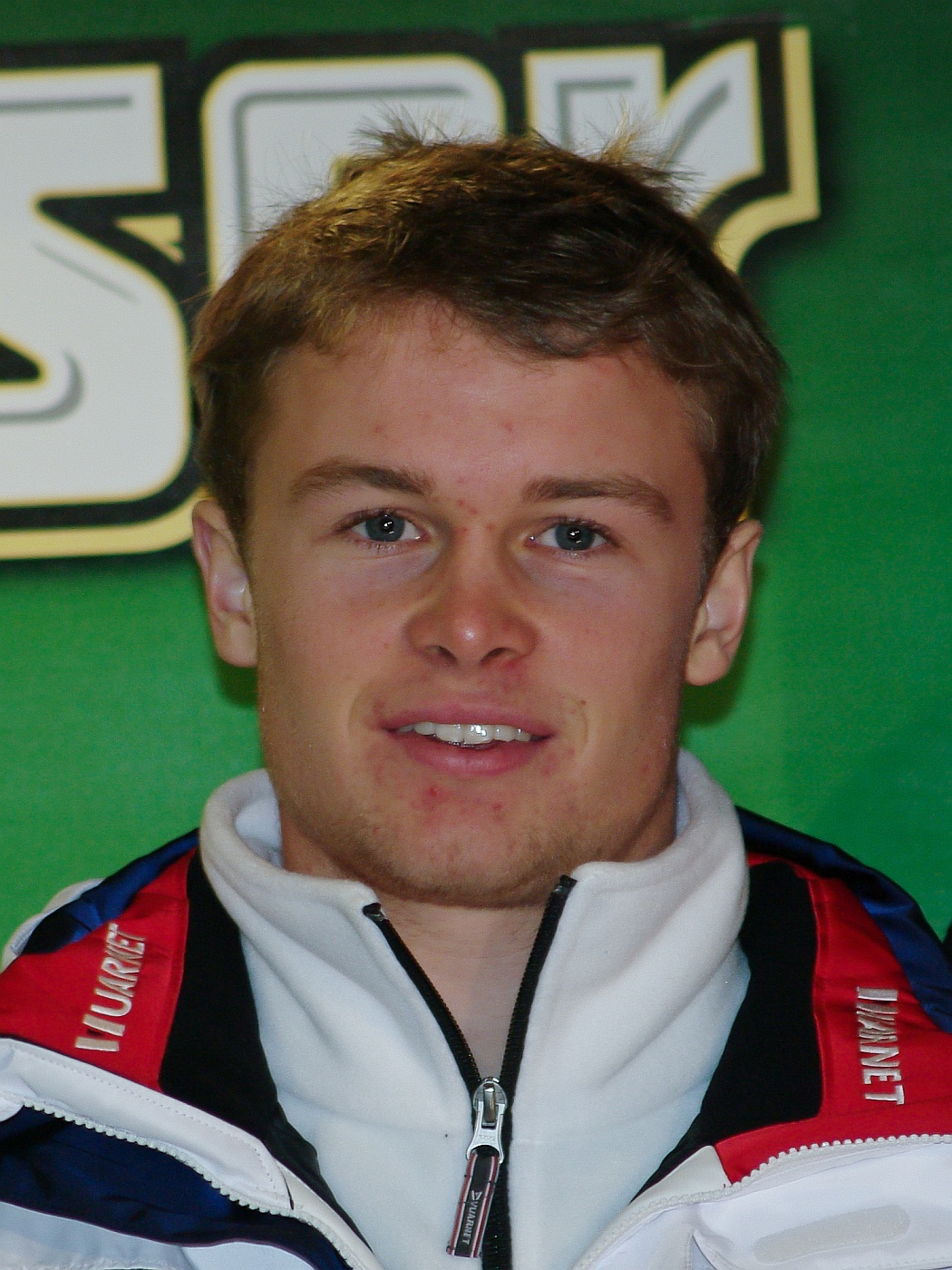
2011 год

В Кубке мира Алексис Пентюро дебютировал в шведском Оре в 2009 году, впервые на подиум на этапе Кубка поднялся в марте 2011 года. Свою первую победу на этапе Кубка мира одержал 21 февраля 2012 года, в параллельном слаломе в Москве. Всего на сегодняшний день имеет 33 победы и свыше 60 раз поднимался на подиум этапов Кубка мира. 8 раз подряд (2013—2020) попадал в тройку лучших по итогам сезона Кубка мира в зачёте гигантского слалома. Пять раз за карьеру попадал в тройку лучших общего зачёта Кубка мира (2013/14, 2014/15, 2015/16, 2018/19, 2019/20). На протяжении 9 сезонов подряд, начиная с 2011/12, одерживает как минимум одну победу на этапах Кубка мира.
В октябре 2012 года был вынужден отказаться от участия в гонках на стартовом этапе Кубка мира в Зёльдене из-за травмы колена, полученной во время игры в теннис. В декабре одержал вторую в карьере победу в слаломе в Валь-д’Изере, показав фантастическую вторую попытку, которая позволила ему подняться с шестого места. Он опередил Феликса Нойройтера и будущего обладателя Кубка Марселя Хиршера. Третья победа была добыта в Венгене, Пентюро на 1,15 секунды опередил Ивицу Костелича. На чемпионате мира 2013 года Пентюро не добрался до медалей, но четырежды оказывался в шестёрке лучших. Неделю спустя он вновь был быстрее всех в Гармише. 15 марта Пентюро был признан лучшим молодым горнолыжником (до 23 лет) сезона.
На Олимпийских играх дебютировал в 2014 году в Coчи, где завоевал бронзовую медаль в гигантском слаломе.
13 марта 2014 года в Ленцерхайже выиграл свой первый и пока единственный супергигант на этапе Кубка мира.
В 2015 году в Бивер-Крике завоевал свою первую медаль на чемпионатах мира — бронзу в гигантском слаломе, уступив Теду Лигети и Марселю Хиршеру.
В сезоне 2015/16 выиграл 6 этапов Кубка мира (четыре в гигантском слаломе и два в комбинации).
На чемпионате мира 2017 года в Санкт-Морице в составе сборной Франции завоевал золото в командном первенстве.
На зимних Олимпийских играх 2018 года по сумме двух заездов сумел стать вторым и завоевать серебряную медаль в комбинации. Уступил только австрийцу Марселю Хиршеру 0,23 секунды. В гигантском слаломе француз, как и 4 годами ранее, завоевал бронзу, уступив Марселю Хиршеру и Хенрику Кристофферсену.

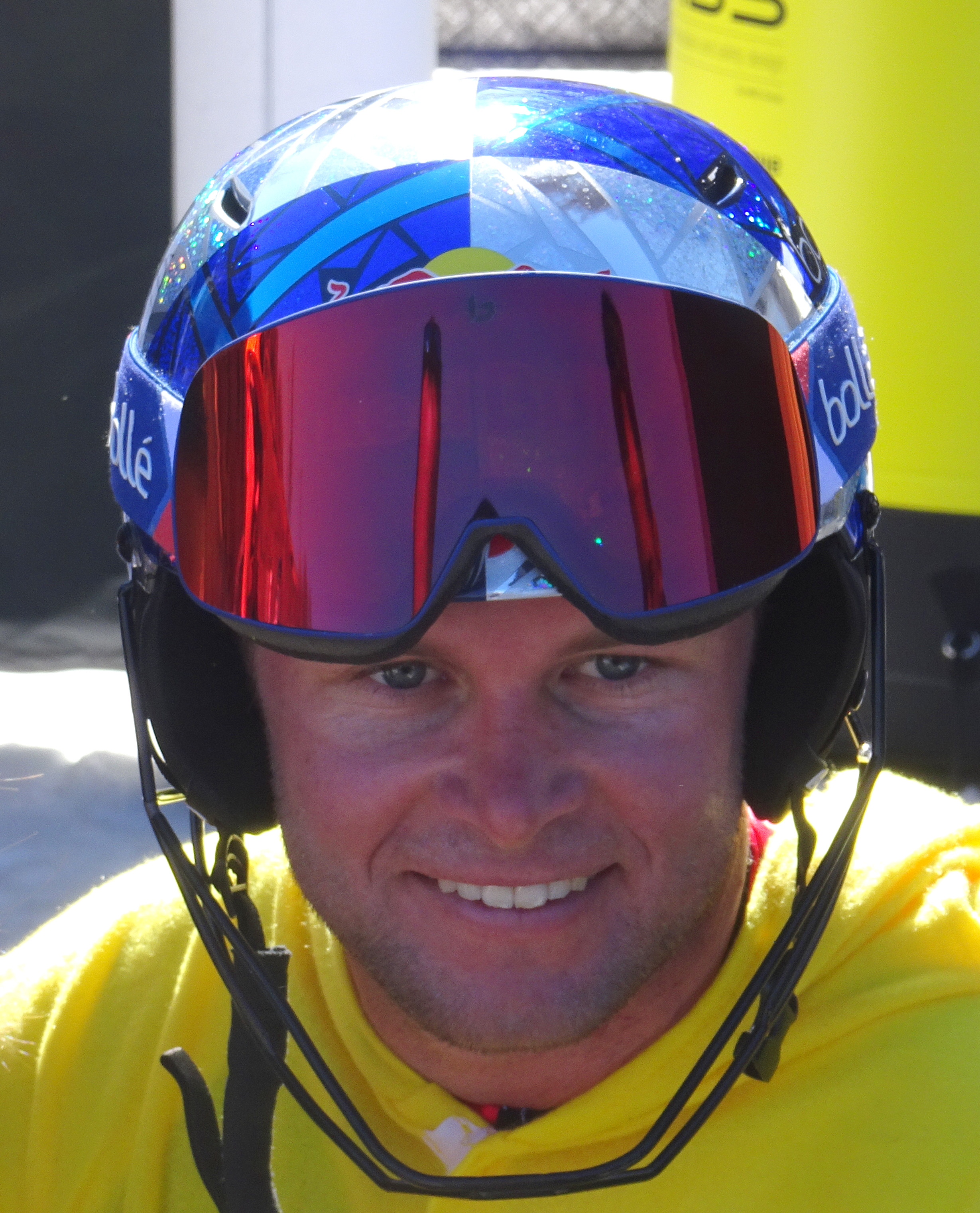
2019 год

На чемпионате мира 2019 года в Оре завоевал свою первую золотую награду в личных дисциплинах, победив в комбинации. Пентюро выиграл комбинацию благодаря успешному выступлению в слаломе (второе время после Штефана Хадалина). Спустя 4 дня завоевал бронзу в гигантском слаломе. Пентюро лидировал после первой попытки, но во второй показал только 19-е время и по сумме уступил Хенрику Кристофферсену и Марселю Хиршеру. В слаломе Пентюро показал второе время в первой попытке, но неудачно прошёл вторую (26-е время) и в итоге занял четвёртое место (бронзовому призёру Марко Шварцу француз уступил 0,17 сек).
В сезоне 2019/20 одержал 6 побед на этапах Кубка мира. Сезон был остановлен в марте из-за пандемии Covid-19 (не были проведены 6 последних стартов), к этому моменту в общем зачёте Пентюро уступал лидеру норвежцу Александру Омодту Кильде всего 54 очка.
В ноябре 2020 года одержал свою 30-ю победу на этапах Кубка мира, выиграв параллельный гигантский слалом в Цюрсе. Пентюро стал 10-м горнолыжником в истории мужского Кубка мира, кому удалось выиграть 30 этапов.
На чемпионате мира 2021 года в Кортине-д’Ампеццо завоевал бронзу в супергиганте (последний раз Пентюро попадал в тройку лучших в супергиганте в Кубке мира в 2014 году). В комбинации был близок ко второй подряд золотой медали, но уступил всего 0,04 сек Марко Шварцу. В гигантском слаломе, где Пентюро был основным фаворитом, француз выиграл первую попытку, опередив на 0,40 сек Луку Де Алипрандини, но во второй попытке не сумел финишировать. В слаломе француз занял седьмое место.

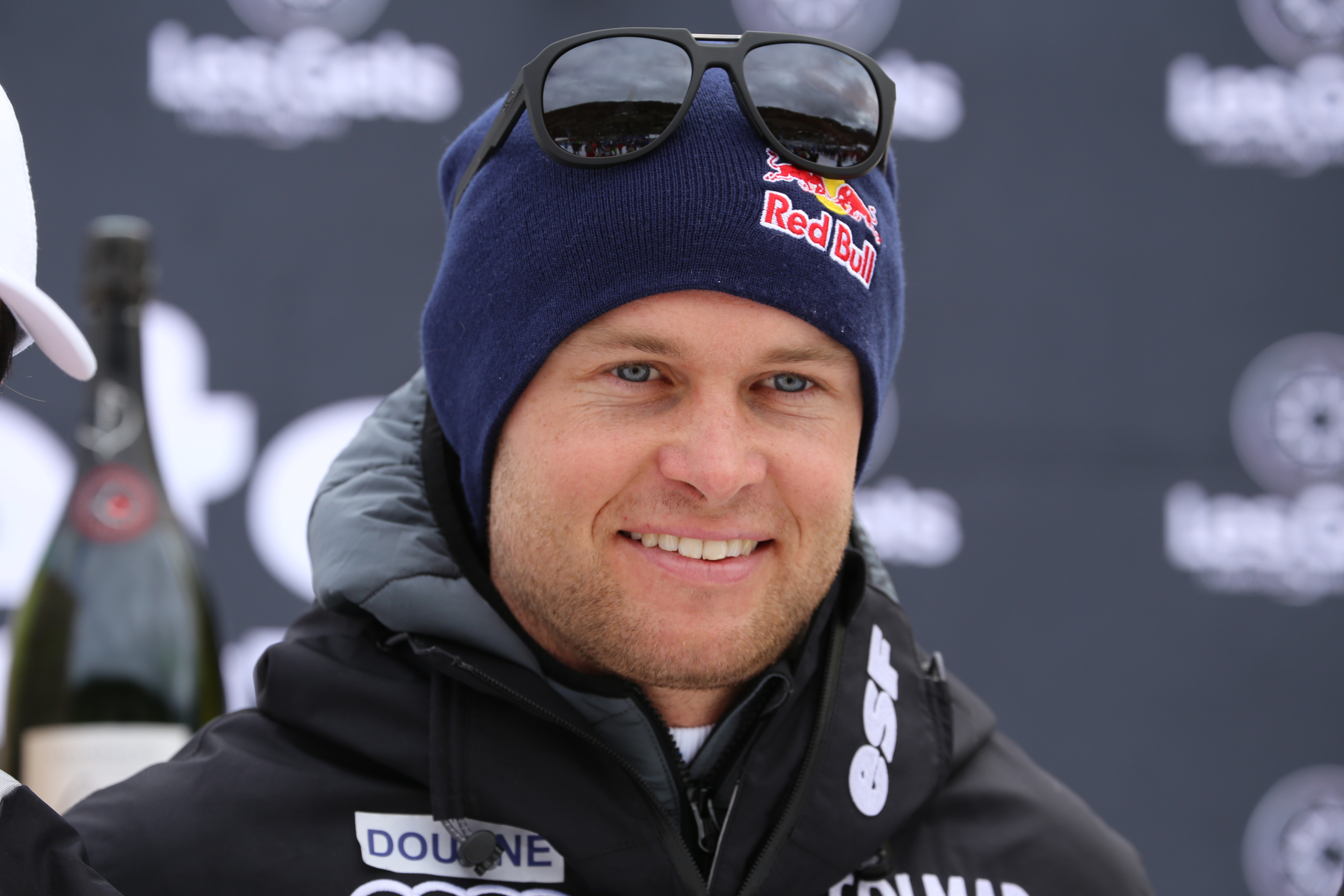
Пентюро в марте 2021 года

20 марта 2021 года в день своего 30-летия выиграл гигантский слалом на финальном этапе Кубка мира в Ленцерхайде и впервые в карьере обеспечил себе победу в общем зачёте Кубка мира и в зачёте гигантского слалома. Пентюро стал первым с 1997 года французом, выигравшим Кубок мира в общем зачёте.
В сезоне 2021/22 Пентюро выступил не так успешно как в предыдущие три сезона, заняв только 10-е место в общем зачёте Кубка мира и не одержав ни одной победы на этапах (три подиума). При этом Пентюро 11-й раз подряд закончил сезон в топ-10 общего зачёта Кубка мира. На Олимпийские играх в Китае Пентюро не сумел выиграть награду. Лучший результат — пятое место в гигантском слаломе. Также выступал в командных соревнованиях, где французы выбыли на стадии 1/4 финала и заняли итоговое пятое место.
4 декабря 2022 года на этапе Кубка мира в Бивер-Крике Пентюро занял третье место в супергиганте (0,30 сек проигрыша Александеру Омодту Кильде), попав в тройку лучших в этой дисциплине впервые с декабря 2014 года. В декабре 2022 года еще 4 раза попадал в шестёрку лучших на этапах Кубка мира в слаломе, гигантском слаломе и супергиганте.

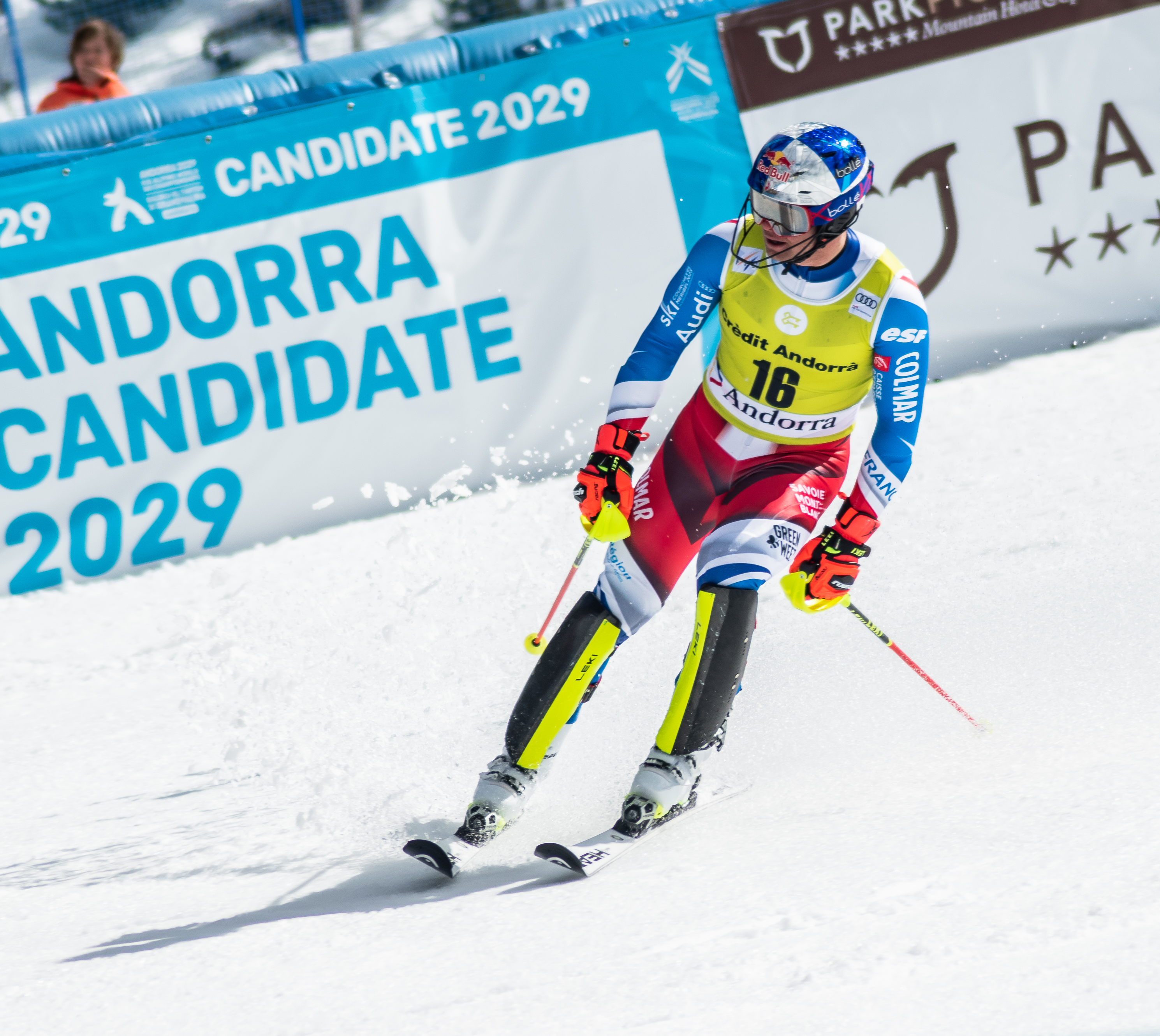
2023 год

В феврале 2023 года чемпионате мира в Куршевеле завоевал золото в комбинации, опередив по общему времени двух дисциплин на 0,10 сек Марко Шварца. Пентюро завоевал как минимум одну медаль на пятом чемпионате мира подряд. Через два дня в супергиганте француз стал третьим, уступив победителю канадцу Джеймсу Кроуфорду 0,26 сек. Пентюро стал 10-м горнолыжником-мужчиной в истории, выигравшим не менее 8 медалей на чемпионатах мира.
По итогам сезона 2022/23 занял 8-е место в общем зачёте Кубка мира (высшее среди французов). Это 12-е подряд попадание Пентюро в топ-10 общего зачёта Кубка мира. Также Пентюро занял высшее в карьере пятое место в зачёте супергиганта.
11 января 2024 года занял 9-е место в скоростном спуске на этапе Кубка мира в Венгене. Ранее Пентюро никогда не поднимался выше 16-го места в этой дисциплине на этапах Кубка мира. На следующий день там же в Венгене упал на трассе супергиганта и получил разрыв передней крестообразной связки левого колена, а также перелом запястья. Пентюро был эвакуирован в госпиталь на вертолёте, сезон 2023/24 для него закончен. Он впервые с 2011 года не сможет завершить сезон в топ-10 общего зачёта Кубка мира (на момент травмы Пентюро занимал 17-е место). На следующий день там же в Венгене на трассе скоростного спуска тяжёлую травму после падения получил другой бывший обладатель Кубка мира Александер Омодт Кильде, а 11 января там же на трассе скоростного спуска серьёзную травму получил швейцарец Марко Колер.

## Результаты на крупнейших соревнованиях

### Зимние Олимпийские игры
| Олимпийские игры | Скоростной спуск | Супергигант | Гигантский слалом | Слалом | Комбинация | Команды |
| ---------------- | ---------------- | ----------- | ----------------- | ------ | ---------- | ------- |
| 2014 Сочи        | —                | —           | 3                 | DNF2   | DNF SL     | н/д     |
| 2018 Пхёнчхан    | —                | —           | 3                 | 5      | 2          | 4       |
| 2022 Пекин       | —                | 11          | 5                 | 16     | DNF SL     | 5       |

### Чемпионаты мира
8 медалей (3 золотые, 1 серебряная, 4 бронзовые)
| Чемпионат мира           | Скоростной спуск | Супергигант | Гигантский слалом | Слалом | Комбинация | Команды | Паралл. гигантский слалом |
| ------------------------ | ---------------- | ----------- | ----------------- | ------ | ---------- | ------- | ------------------------- |
| 2011 Гармиш-Партенкирхен | —                | DNF         | —                 | 17     | —          | —       | н/д                       |
| 2013 Шладминг            | —                | 6           | 5                 | 6      | 6          | —       | н/д                       |
| 2015 Вейл/Бивер-Крик     | —                | 11          | 3                 | DNF2   | 5          | —       | н/д                       |
| 2017 Санкт-Мориц         | —                | 6           | 7                 | DNF1   | 10         | 1       | н/д                       |
| 2019 Оре                 | —                | —           | 3                 | 4      | 1          | —       | н/д                       |
| 2021 Кортина-д’Ампеццо   | —                | 3           | DNF2              | 7      | 2          | —       | —                         |
| 2023 Куршевель           | —                | 3           | 7                 | 20     | 1          | —       | 11                        |

### Победы на этапах Кубка мира (34)
| №  | Сезон   | Дата        | Место               | Дисциплина                         |
| -- | ------- | ----------- | ------------------- | ---------------------------------- |
| 1  | 2011/12 | 21 фев 2012 | Москва              | Параллельный слалом                |
| 2  | 2012/13 | 8 дек 2012  | Валь-д’Изер         | Слалом                             |
| 3  | 2012/13 | 18 янв 2013 | Венген              | Суперкомбинация                    |
| 4  | 2012/13 | 24 фев 2013 | Гармиш-Партенкирхен | Гигантский слалом                  |
| 5  | 2013/14 | 19 янв 2014 | Венген              | Слалом (2)                         |
| 6  | 2013/14 | 26 янв 2014 | Кицбюэль            | Суперкомбинация (2)                |
| 7  | 2013/14 | 13 мар 2014 | Ленцерхайде         | Супергигант                        |
| 8  | 2014/15 | 23 янв 2015 | Кицбюэль            | Суперкомбинация (3)                |
| 9  | 2014/15 | 14 мар 2015 | Краньска-Гора       | Гигантский слалом (2)              |
| 10 | 2015/16 | 22 янв 2016 | Кицбюэль            | Комбинация (4)                     |
| 11 | 2015/16 | 13 фев 2016 | Наэба               | Гигантский слалом (3)              |
| 12 | 2015/16 | 19 фев 2016 | Шамони              | Комбинация (5)                     |
| 13 | 2015/16 | 26 фев 2016 | Хинтерштодер        | Гигантский слалом (4)              |
| 14 | 2015/16 | 28 фев 2016 | Хинтерштодер        | Гигантский слалом (5)              |
| 15 | 2015/16 | 4 мар 2016  | Краньска-Гора       | Гигантский слалом (6)              |
| 16 | 2016/17 | 23 окт 2016 | Зёльден             | Гигантский слалом (7)              |
| 17 | 2016/17 | 10 дек 2016 | Валь-д’Изер         | Гигантский слалом (8)              |
| 18 | 2016/17 | 29 дек 2016 | Санта-Катерина      | Комбинация (6)                     |
| 19 | 2016/17 | 7 янв 2017  | Адельбоден          | Гигантский слалом (9)              |
| 20 | 2017/18 | 9 дек 2017  | Валь-д’Изер         | Гигантский слалом (10)             |
| 21 | 2017/18 | 29 дек 2017 | Бормио              | Комбинация (7)                     |
| 22 | 2018/19 | 22 фев 2019 | Банско              | Комбинация (8)                     |
| 23 | 2018/19 | 16 мар 2019 | Сольдеу             | Гигантский слалом (11)             |
| 24 | 2019/20 | 27 окт 2019 | Зёльден             | Гигантский слалом (12)             |
| 25 | 2019/20 | 15 дек 2019 | Валь-д’Изер         | Слалом (3)                         |
| 26 | 2019/20 | 29 дек 2019 | Бормио              | Комбинация (9)                     |
| 27 | 2019/20 | 2 фев 2020  | Гармиш-Партенкирхен | Гигантский слалом (13)             |
| 28 | 2019/20 | 1 мар 2020  | Хинтерштодер        | Комбинация (10)                    |
| 29 | 2019/20 | 2 мар 2020  | Хинтерштодер        | Гигантский слалом (14)             |
| 30 | 2020/21 | 27 ноя 2020 | Цюрс/Лех            | Параллельный гигантский слалом (2) |
| 31 | 2020/21 | 20 дек 2020 | Альта-Бадия         | Гигантский слалом (15)             |
| 32 | 2020/21 | 8 янв 2021  | Адельбоден          | Гигантский слалом (16)             |
| 33 | 2020/21 | 9 янв 2021  | Адельбоден          | Гигантский слалом (17)             |
| 34 | 2020/21 | 20 мар 2021 | Ленцерхайде         | Гигантский слалом (18)             |